# Ferdinand Maxmilián Brokoff
Ferdinand Maxmilián Brokoff (12. září 1688, Červený Hrádek u Jirkova – 8. březen 1731, Praha) byl český sochař a řezbář, syn sochaře a řezbáře Jana Brokoffa a bratr sochaře a řezbáře Michala Jana Josefa Brokoffa.
Působil hlavně v Praze, kde k nejznámějším dílům patří řada soch na Karlově mostě a náhrobek Jana Václava Vratislava z Mitrovic, vytvořený za účasti architekta Johanna Bernharda Fischera z Erlachu. Působil i jinde v Čechách a ve spolupráci s Fischerem také ve Vídni a Slezsku. Spolu s Matyášem Bernardem Braunem je nejvýznamnějším představitelem vrcholného českého barokního sochařství a patří k nejpřednějším českým sochařům vůbec.

## Život

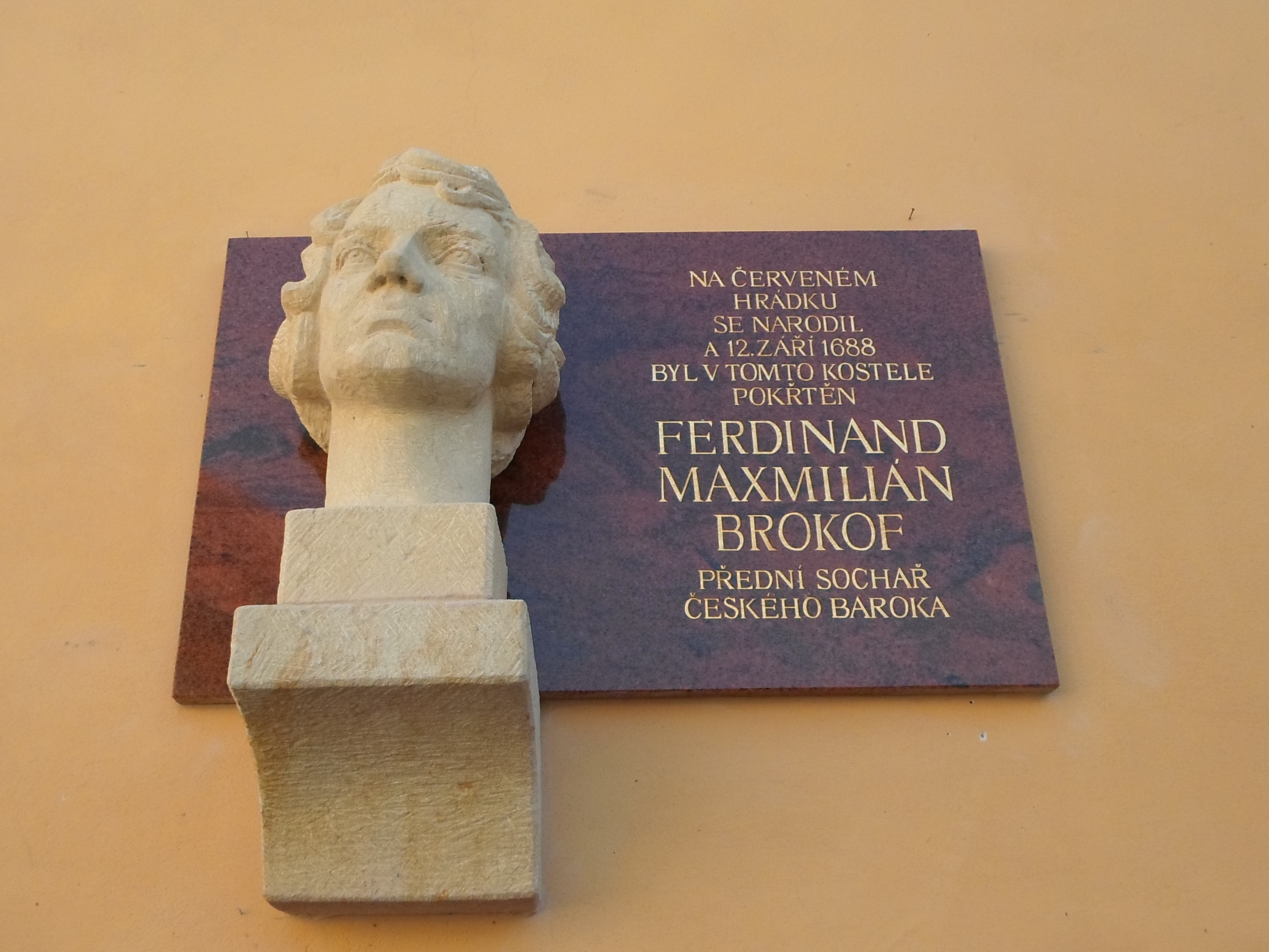
Busta sochaře na věži kostela sv. Jiljí v Jirkově, v němž byl 12. září roku 1688 pokřtěn

Narodil se na Červeném Hrádku u Jirkova jako druhý syn Jana Brokoffa, který tam pracoval na výzdobě zámku. Byl pokřtěn 12. září 1688 v kostele v Jirkově, ale existuje ještě jeden doklad o křtu, který byl proveden v zámecké kapli na Červeném Hrádku dne 9. září 1688. Jméno Ferdinand Maximilián dostal po tehdejším majiteli zámku hraběti Ferdinandu Maximiliánovi Hrzánovi, který byl jeho kmotrem.
Podobně jako starší bratr Michal Jan Josef pokračoval i Ferdinand v rodinné tradici a vyučil se sochařství a řezbářství v dílně svého otce, který od roku 1693 byl občanem Starého Města pražského. O jeho dalším vzdělání neexistují prokazatelné informace. Uvádí se, že v letech 1708–1713 mohl studovat v dílně tehdy slavného kamenosochaře Ondřeje Filipa Quitainera. Podle názorů některých kunsthistoriků lze z Ferdinandovy tvorby a znalostí práce s mramorem usuzovat, že mohl získávat zkušenosti také v zahraničí, ve Vídni v akademii dvorských umělců bratrů Strudelových  a v Římě, kde ho mohla ovlivnit tvorba Giana Lorenza Berniniho. V Praze byl jeho hlavním vzorem raně barokní řezbář a sochař Jan Jiří Bendl.
Pravděpodobně od roku 1709 Ferdinand již tvořil samostatně. Během svých cest Brokoff ve Vídni kolem roku 1714 potkal významného dvorního rakouského architekta Jana Fischera z Erlachu, s nímž pak spolupracoval na významných dílech. Spolu s ním získal zakázky z Vídně a slezské Vratislavi, tvořili však společně i pro Prahu a pro českou klientelu.

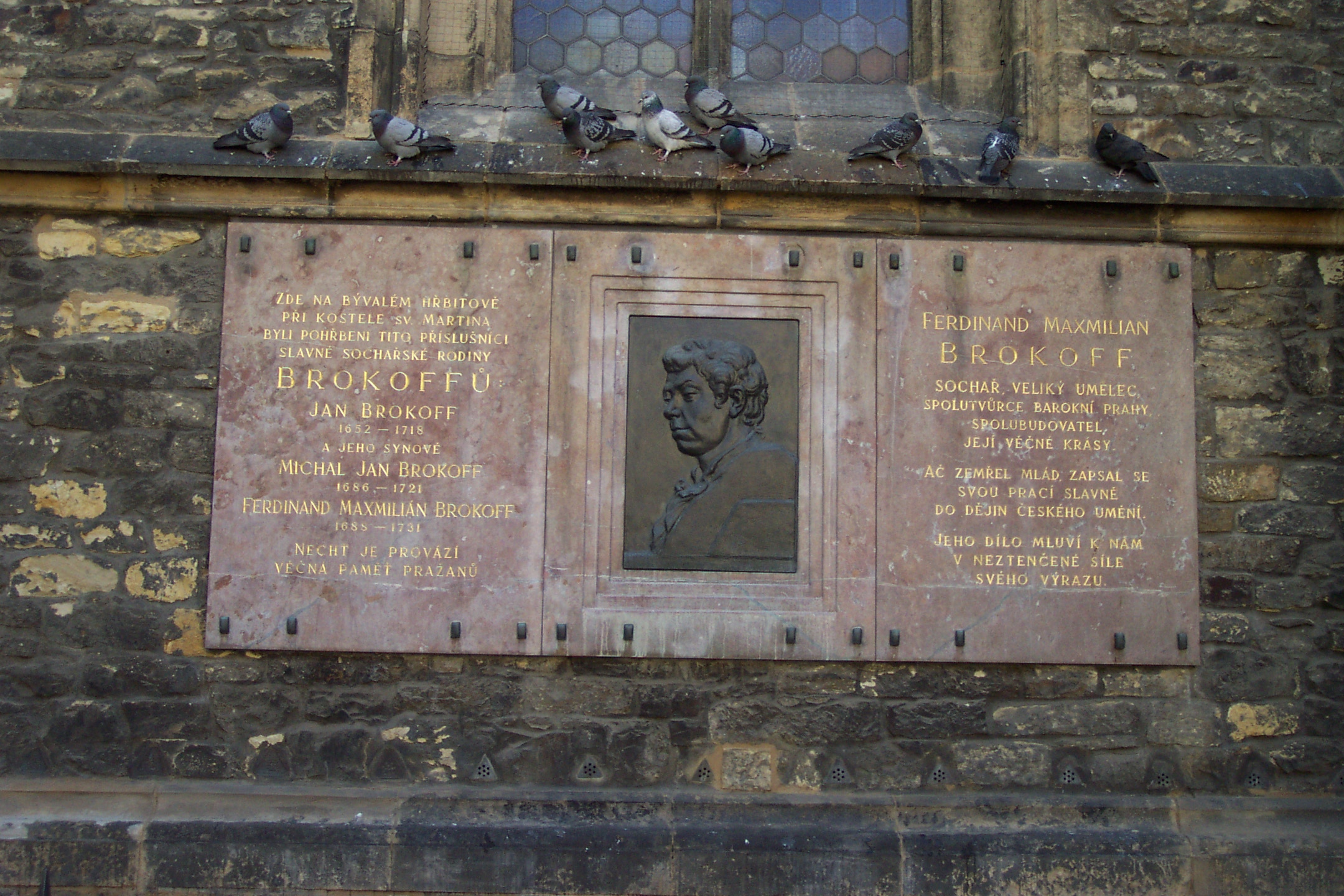
Pamětní deska rodiny Brokoffů v Praze

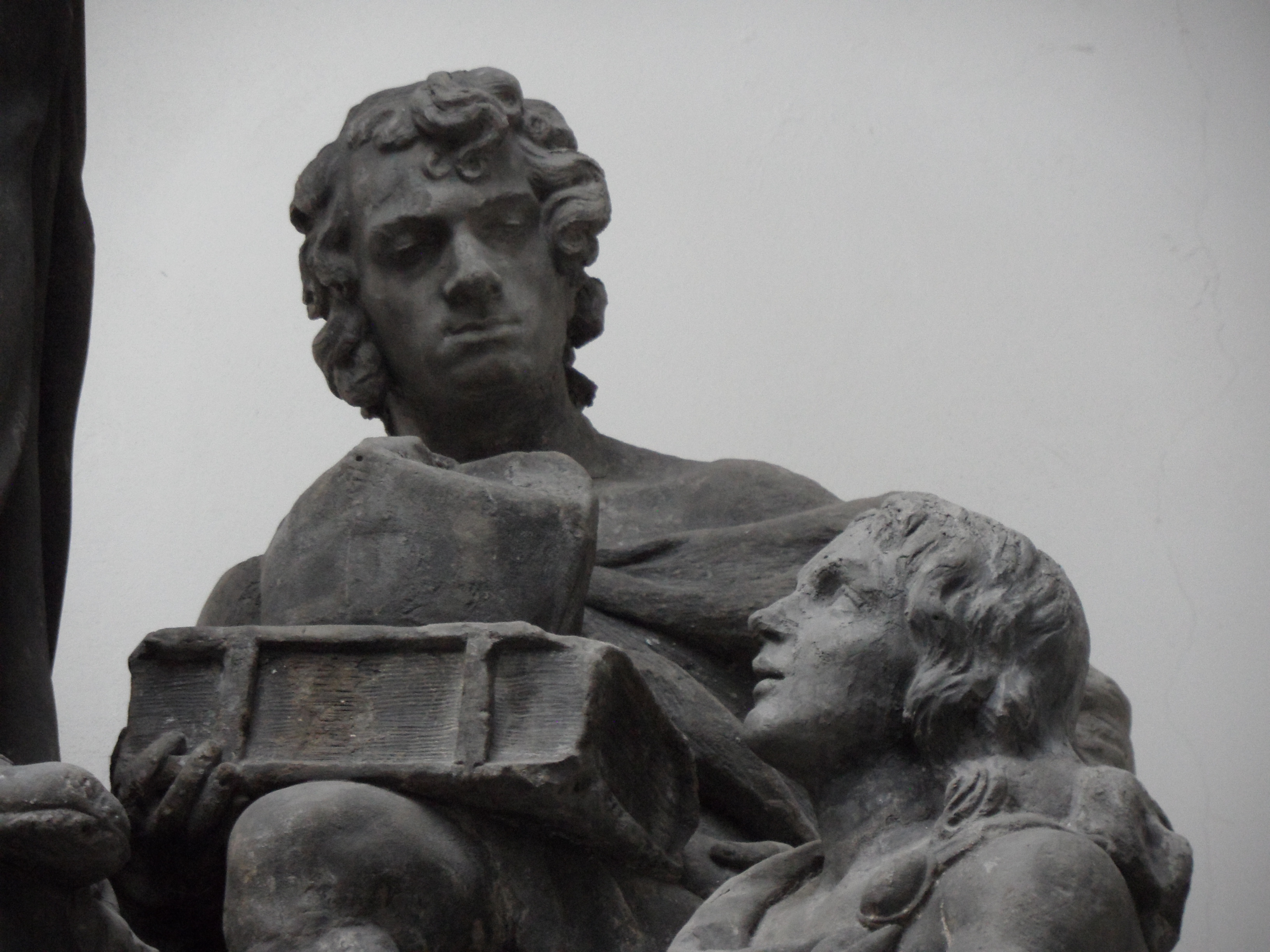
Předpokládaný Brokoffův autoportrét ve věku 23 let: mladík s knihou a biretem na sousoší sv. Františka Xaverského z Karlova mostu

Roku 1717 koupil otec dům U salátů, kam přestěhoval i svou dílnu (na tomto místě na nynější Národní třídě byl později postaven palác Porgesů z Portheimu). Zaměstnával v ní i své syny Michala Jana Josefa a Ferdinanda Maximiliána. Po jeho smrti v roce 1718 ji vedl starší Michal, který však zemřel o tři roky později svobodný a bezdětný. Ferdinand převzal rodinný majetek a žil v domě se svou matkou. Vytvořil řadu plastik v Praze i dalších místech. Rozsah jeho díla svědčí o velké pracovitosti a také organizačních schopnostech ve vedení sochařské dílny. Většinu svých prací vytvářel sám, ale v posledním období svého života již musel kvůli nemoci využívat pomocníky, např. u Mariánského morového sloupu na Hradčanském náměstí v Praze (1726), náhrobku biskupa Trautsona ve Vídni (1727) či průčelí kostela v Krzeszówě (1729).
Roku 1728 Ferdinand přijal občanství na Novém Městě Pražském. Zemřel bezdětný ve věku 42 let na souchotiny, obvyklou nemoc sochařů, vyvolanou silikózou, tj. zaprášením plic křemičitým prachem z tesaného kamene. Na tutéž diagnózu zemřeli jeho otec i bratr. V roce 1732 byl Ferdinand pohřben na chrámovém hřbitově kostela sv. Martina ve zdi na Starém Městě pražském, kde je umístěna také pamětní deska rodiny Brokoffů s reliéfním portrétem Ferdinanda Brokoffa. Bronzovou plaketu vytvořil sochař Josef Mařatka v roce 1909 podle dochovaných portrétů – kresby Jana Jakuba Quirina Jahna, leptu J. K. Burdeta a rytiny K. Salzera.
Matka zemřela v roce 1735, mladší sestra Alžběta Anna Eleonora byla provdána za zlatníka Oberholtzera a zemřela bezdětná. Nejmladší ze sourozenců Antonín Šebestián vystudoval filozofii a žil jako básník u císařského dvora ve Vídni, kde zemřel po roce 1744. Byl posledním z rodu Brokoffů.

## Dílo
Rozsáhlé sochařské a řezbářské dílo Ferdinanda Brokoffa bývá označováno za perlu české barokní tvorby první poloviny 18. století. Nejčastěji pracoval s pískovcem, ale ovládal také práci s mramorem a dřevem. Základem Brokoffova sochařského projevu je realistické zobrazení skutečnosti, kterou mísí s barokním ilusionismem. Čerpal z antického konceptu sochařství, zobrazoval postavy realistických proporcí v kontrapostu, vyjadřoval přirozený pohyb a hmotu, traktováním drapérií posiloval základní objemový rozvrh. Sochy koncipoval s ohledem na charakter prostoru a architektury, v nichž měly být umístěny, aby zapůsobily na diváka. Netvořil expresivní umění, ale jeho sochy vyzařují vlastní vnitřní prožitek, který vychází z jádra sochy.
V jeho tvorbě výrazně převažuje náboženská tematika. Sochy světců působí klidně, vyrovnaně a každá nese určité individuální rysy, které odpovídají postavám z reálného života. Andělé jsou zpodobování jako silní mladí muži. V jednom z andělů na sousoší sv. Františka Xaverského na Karlově mostě byla spatřována podoba samotného Ferdinanda Brokoffa.
Byl nejnadanějším členem rodiny Brokoffů a velmi brzy se podílel na práci rodinné dílny, což se projevilo na zvýšené kvalitě sochařského díla. Ačkoliv většinu soch z Brokoffovy dílny signoval obvykle její majitel, otec Jan, je nesporné, že řadu prací nejen pro Karlův most prováděli jeho synové. Později Ferdinand označoval své práce z kamene slovy FECIT BROKOFF, BROKOF nebo monogramem. Poprvé se jeho jméno objevilo na sochách atlantů v průčelí Morzinského paláce roku 1714.

### Praha

#### Sochy z Karlova mostu
V českém prostředí jsou známy především jeho sochy na Karlově mostě. Ferdinandu Maxmiliánovi je připisováno autorství či spoluautorství u devíti plastik Karlova mostu, včetně asi nejpopulárnějšího sousoší trinitářských svatých Jana z Mathy, Felixe z Valois a sv. poustevníka Ivana, lidově zvaného podle strážce žaláře Turek na Karlově mostě. Na sousoší jezuitského misionáře sv. Františka Xaverského, neseného figurami Černocha, Inda a Číňana vytesal tehdy třiadvacetiletý Brokoff klečící figuru s autoportrétem. Další jeho plastikou, objednanou jezuitskou kolejí jako protějšek sv. Xaveria pro Karlův most, bylo sousoší sv. Ignáce z Loyoly na zemské sféře nesené ženskými figurami, personifikacemi tehdy známých čtyř světadílů, mezi dvěma ležícími Maury s nápisovými štíty. Tato největší skulptura celého mostu se z větší části zřítila při povodni v roce 1890 do Vltavy, byla několik let lovena ze dna a ukládána na břeh, ale již nebyla zpět na most osazena. Neúplný originál, na němž chybí postavy dvou jezuitských patronů, rekonstruoval Čeněk Vosmík; je od roku 1908 vystaven v Lapidáriu Národního muzea v Praze-Holešovicích.
- sousoší sv. Barbory se sv. Markétou a sv. Alžbětou (1707) – účast otce Jana a bratra Michala Brokoffa
- socha sv. Vojtěcha (1709) – na mostě kopie, originál v sálu Gorlice na Vyšehradě, bývá připisována bratrovi Michalu Brokoffovi [15]
- socha sv. Kajetána (1709)
- sousoší sv. Františka Borgiáše (1710) – v roce 2017 nahrazeno kopií
- sousoší sv. Ignáce z Loyoly (1710–1711) – na mostě nahrazeno jiným sousoším, poškozený originál v Lapidáriu Národního muzea, k soše dochován model v Muzeu hlavního města Prahy
- sousoší sv. Františka Xaverského (1711) – na mostě kopie, originál v Lapidáriu Národního muzea
- sousoší sv. Vincence Ferrerského se sv. Prokopem (1712) – v současnosti nahrazováno kopií
- socha sv. Víta (1713–1714)
- sousoší sv. Jana z Mathy se sv. Felixem z Valois a sv. Ivanem (1714)

#### Další realizace
- Nové Město, roh Vodičkovy a Navrátilovy, portál z domu U Hopfenštoků (1710) – dílo je připisováno také bratru Michalu Brokoffovi[16]
- Hradčany, Národní galerie - Schwarzenberský palác, sousoší Herkula s Kerberem z Kolowratské zahrady (kolem 1710)
- Malá Strana, Nerudova, Morzinský palác, Maurové držící balkon, busty Dne a Noci na portálech, sochy čtyř světadílů na atice (1714), spojení architektury a sochařství
- Zlíchov, socha sv. Jana Nepomuckého u kostela sv. Filipa a Jakuba (po 1714)
- Malá Strana, Maltézské náměstí, sousoší sv. Jana Křtitele s anděly (1714–1715)
- Staré Město, kostel sv. Jakuba, náhrobek Jana Václava Vratislava z Mitrovic (1714–1716) – podle návrhu Johanna B. Fischera z Erlachu
- Hradčany, Zámecké schody, socha sv. Jana Sarkandera (1715) – po polovině 18. stol. přepracována na sochu sv. Filipa Neri, účast bratra Michala Brokoffa
- Malá Strana, Říční, socha sv. Jana Nepomuckého u kostela sv. Jana Křtitele na Prádle (1715) – účast bratra Michala Brokoffa
- Smíchov, hřbitov Malvazinky, sochy Salvátora, sv. Filipa a Jakuba v arkádách ohradní zdi (po 1715) – pocházejí ze zbořeného kostela sv. Filipa a Jakuba na Smíchově
- Staré Město, kostel svatého Haštala, dřevěné sochy Pašijového cyklu (Ukřižování, Nesení kříže, Bičování, Kristus v Getsemanech) (1716)
- Staré Město, kostel svatého Havla, oltář sv. Kříže, sochy evangelistů v rozích a andělé na oblouku v kapli Kalvárie (1719–1720) – polychromované dřevo
- Staré Město, kostel svatého Jiljí, oltář sv. Kateřiny Sienské (kolem 1720)
- Hradčany, bazilika svatého Jiří, socha sv. Jana Nepomuckého s andílky nad portálem kaple (1721–1722)
- Staré Město, kostel sv. Šimona a Judy, výzdoba varhan (1723–1724) – dílna
- Hradčany, Hradčanské náměstí, Mariánský morový sloup (1724–1731) – sochy Immaculaty, sv. Petra, Pavla, Karla Boromejského a Alžběty, ostatní sochy od Františka I. Weisse, celé dílo bylo dokončeno až po smrti Ferdinanda Brokoffa
- Staré Město, Dušní, sousoší sv. Jana Nepomuckého jako almužníka u kostela sv. Ducha (kolem 1725)
- Malá Strana, Tomášská, dům U zlatého jelena, sousoší sv. Huberta s jelenem a tři busty imperátorů na atice (1726)
- Malá Strana, kostel svatého Tomáše, postříbřené plastiky sv. Augustina, Moniky a Ludmily na hlavním oltáři (1730) – původně jako modely pro větší sochy, ostatní sošky od Ignáce Millera[6]

### Čechy

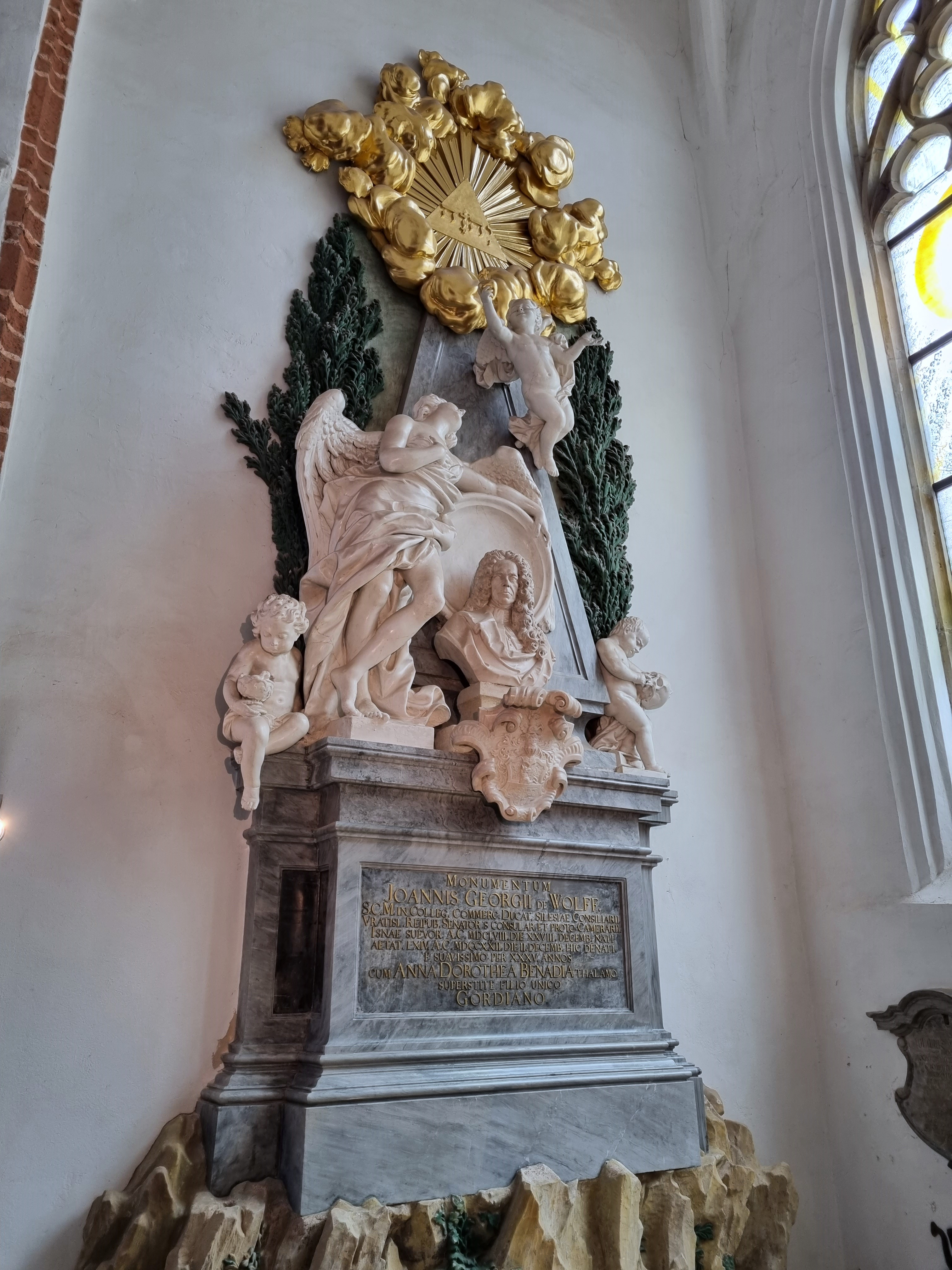
Vratislav, kostel sv. Alžběty, náhrobek Johanna Georga Wolfa

- Radíč, sochy sv. Jana Nepomuckého a sv. Víta před zámeckou kaplí (1715)
- Most, alegorická socha Vzduchu z cyklu Živlů před magistrátem (1715–1718) – původně na pilířích zbořené radnice, ostatní sochy cyklu od Jana Brokoffa
- Kounice, sochy dvou mouřenínů před vstupem do zámku (1718–1719) – sochy byly nahrazeny kopiemi a originály jsou vystaveny Národní galerií ve Schwarzenberském paláci
- Petrovice u Rakovníka, kostel Navštívení P. Marie, dřevěné sochy světců v nikách (kolem 1720) – od Brokoffa jsou sv. Matouš, Marek, Jan a Jan Nepomucký, ostatní prací dílny
- Skřivany, kostel sv. Anny, socha sv. Petra (po 1720) – v současnosti je socha zapůjčena do expozice MUBASO v Chrudimi
- Kovářov na Písecku, socha sv. Jana Nepomuckého (1722) a sousoší Kalvárie (1732) – sochy Kalvárie osazeny po sochařově smrti dílnou
- Mělník, kostel sv. Petra a Pavla, sousoší Snímání z kříže (po 1724)
- Hořín u Mělníka, socha sv. Jana Nepomuckého u zámku (1725)
- Duchcov, panský špitál, oltář sv. Kříže v kapli (1725) – po zboření špitálu bylo sousoší umístěno společně s Reinerovou freskou a Braunovými sochami v novém pavilonu v parku
- Slepotice, kostel Povýšení sv. Kříže, sousoší Kalvárie (po 1725) – v současnosti je sousoší začleněno do expozice MUBASO v Chrudimi
- Děčín, zámecká sýpka, sochy tzv. Turka a Rolníka v nikách průčelí (1725–1726)

### Polsko a Rakousko

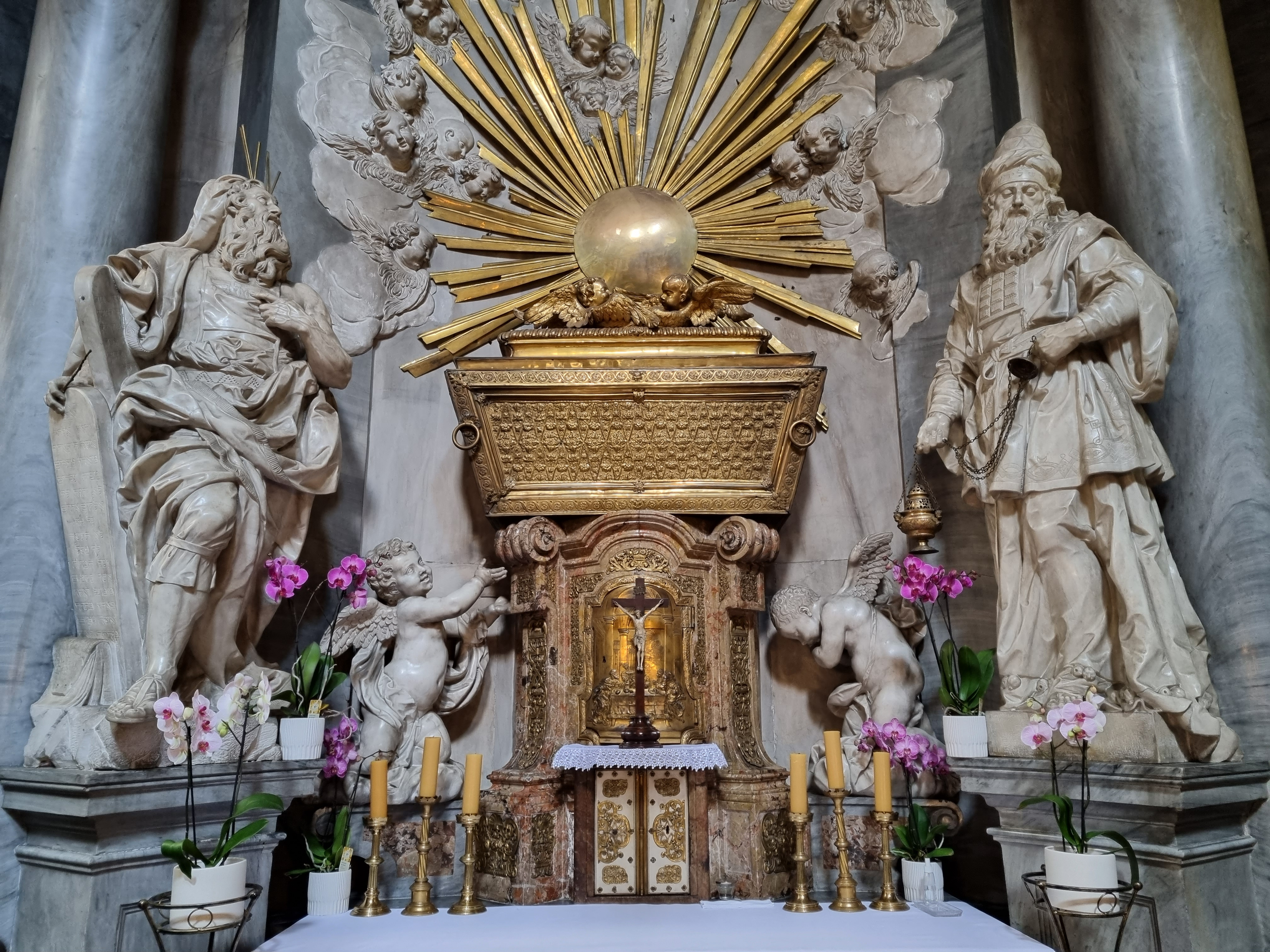
Mojžíš a Áron, Kurfiřtská kaple vratislavské katedrály

- Mojžíš a Áron, Kurfiřtská kaple vratislavské katedrályVratislav, kostel sv. Alžběty, náhrobek Johanna Georga Wolffa (1721–1723) – podle návrhu Josepha E. Fischera z Erlachu
- Vratislav, katedrála, sochařská výzdoba tzv. Kurfiřtské kaple (do 1722) – doklad práce s mramorem
- Krzeszów, sochy Mojžíše a Papeže po stranách hlavního portálu baziliky benediktinského kláštera (1729–1730) – ostatní sochy vytvořeny snad podle Brokoffových modelů jeho žáky[6]
- Vídeň, kostel sv. Michala (Michaelerkirche), náhrobek Johanna Leopolda Trautsona (do 1727) – podle návrhu Josepha E. Fischera z Erlachu
- Vídeň, kostel sv. Karla Boromejského (Karlskirche), model pro hlavní oltář (1728) – oltář vytvořen v letech 1729–1730 vídeňskými řemeslníky, model se nezachoval

## Fotogalerie

Sochy z Karlova mostu
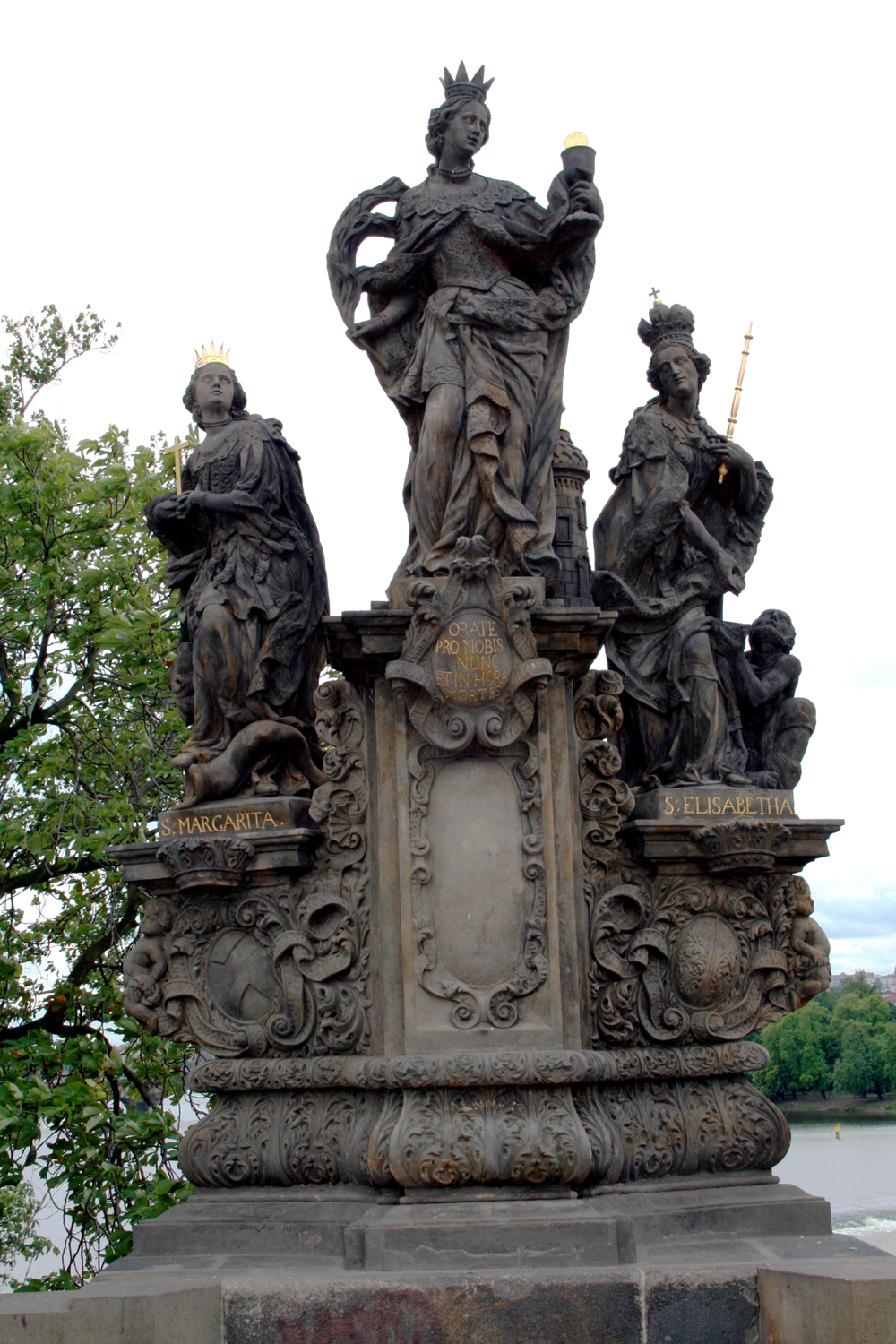
Sv. Barbora se sv. Markétou a sv. Alžbětou
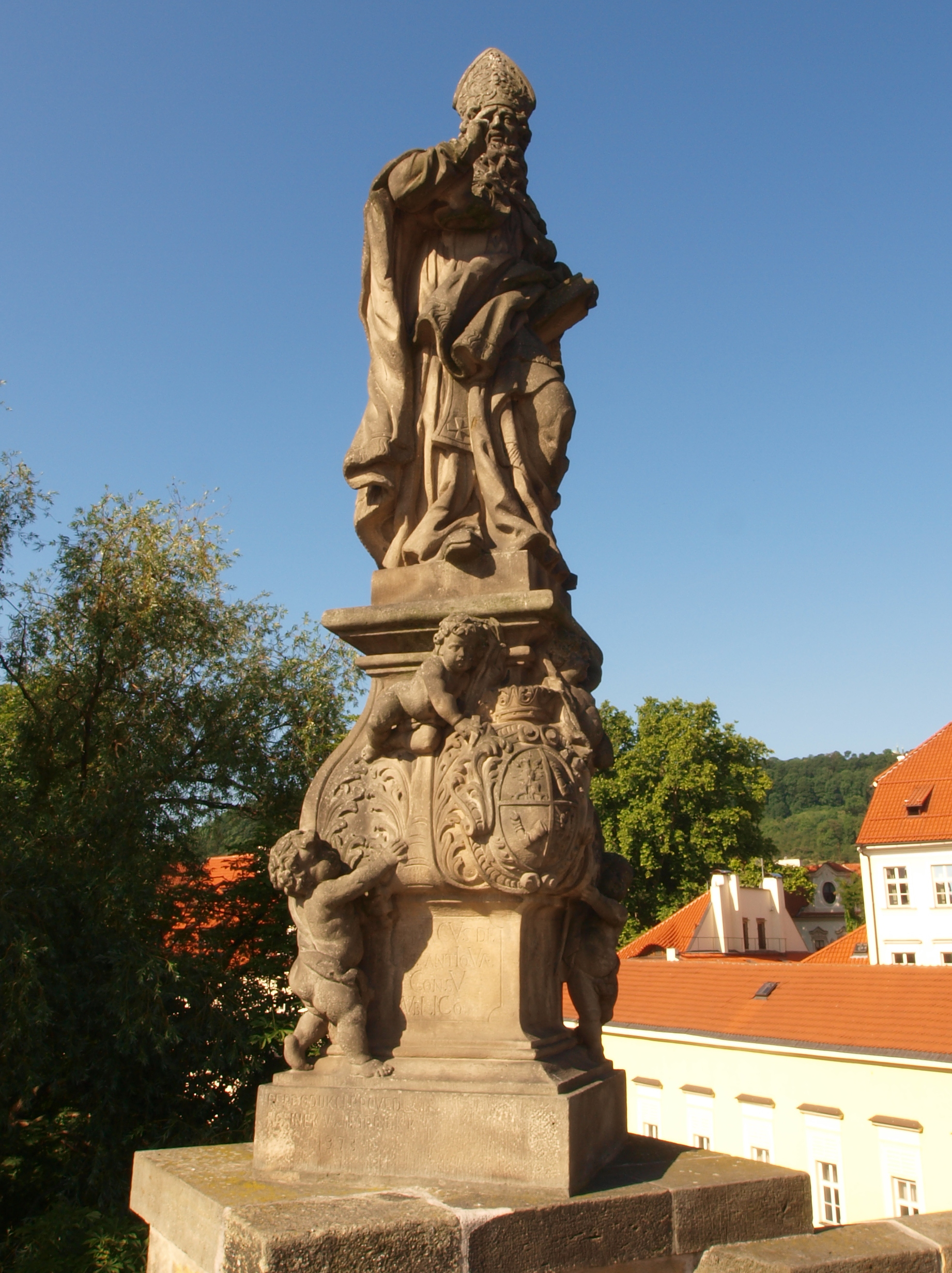
Sv. Vojtěch (kopie na mostě)
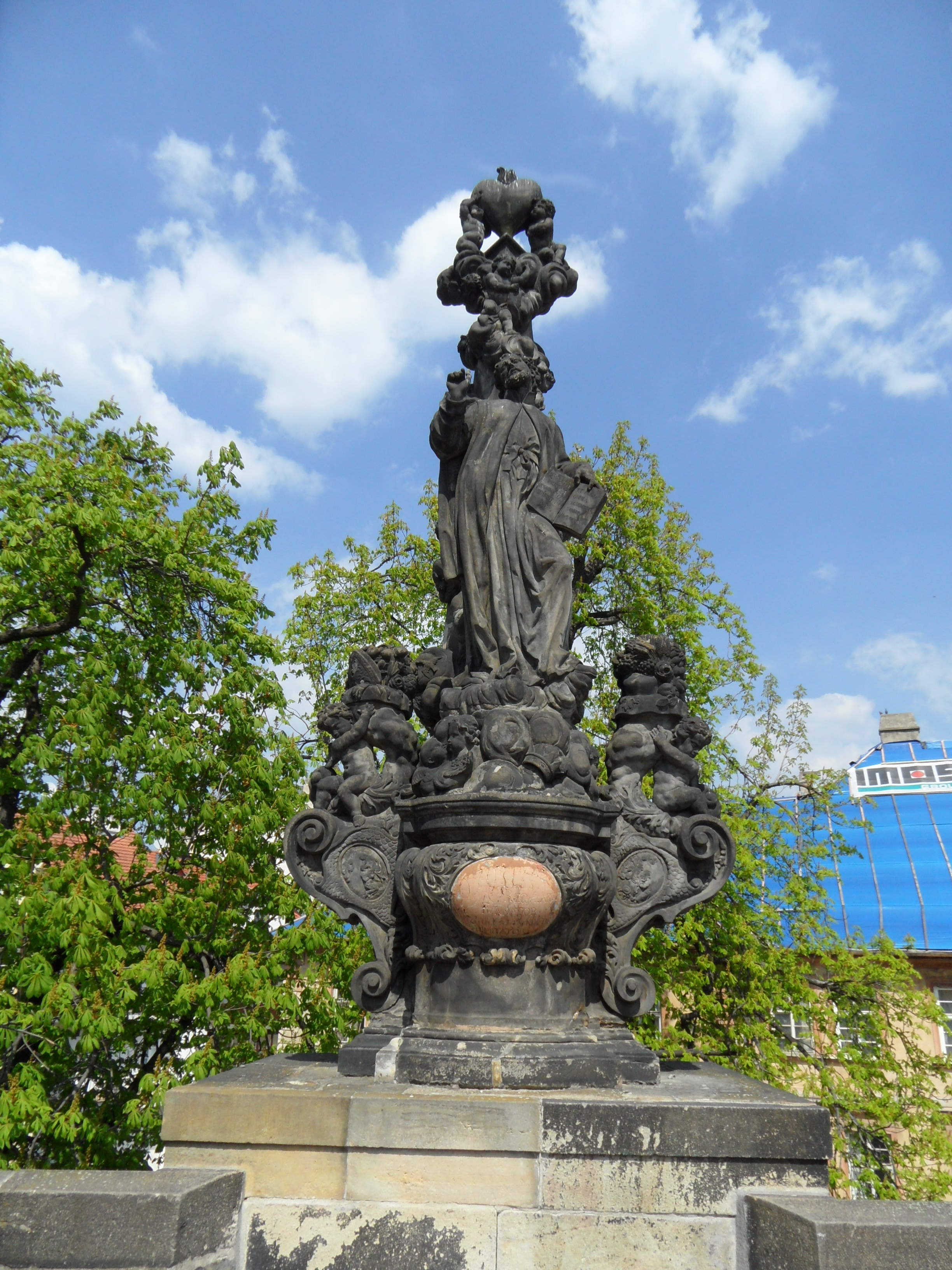
Sv. Kajetán
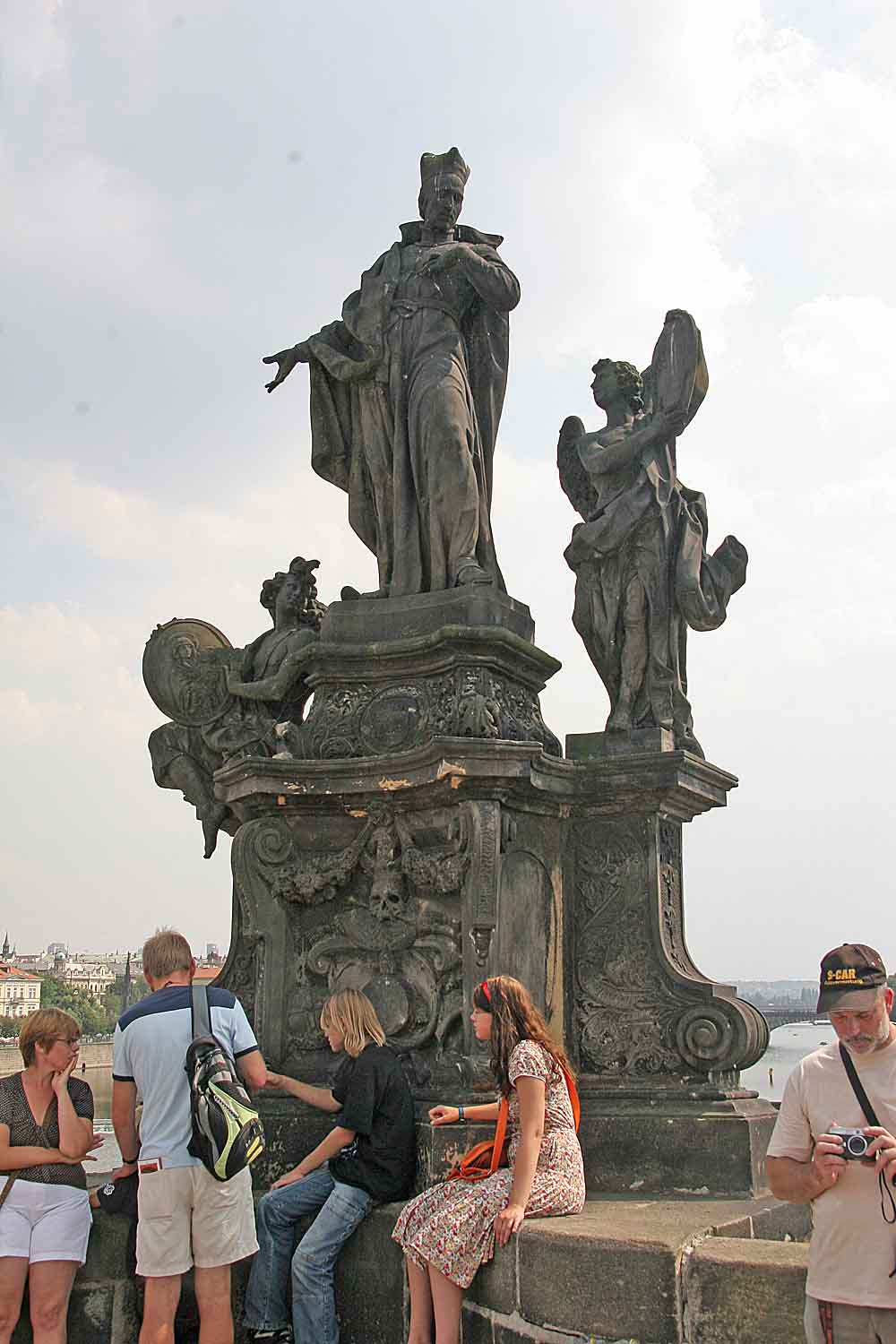
Sv. František Borgiáš
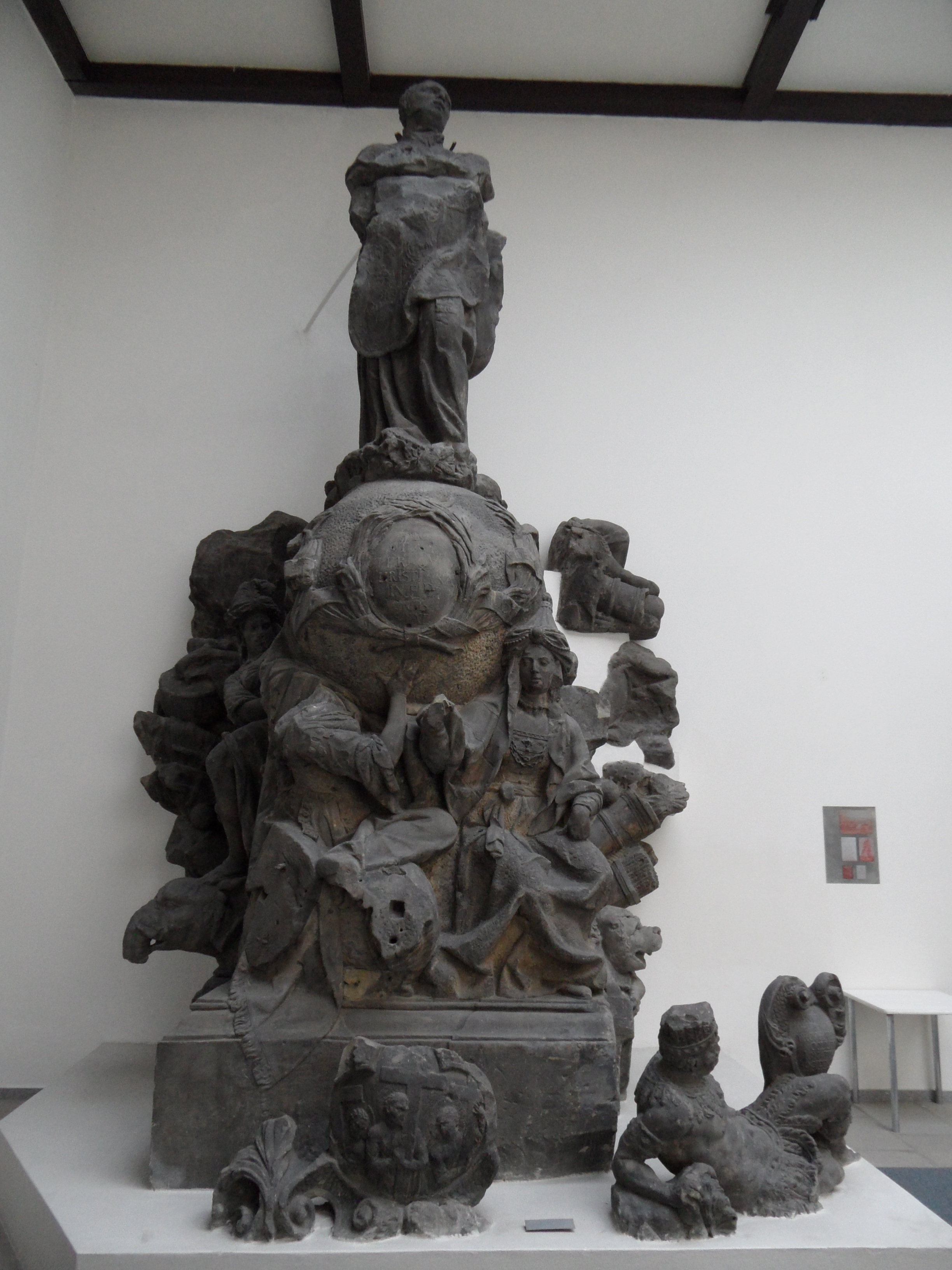
Sv. Ignác z Loyoly (torzo v Lapidáriu NM)
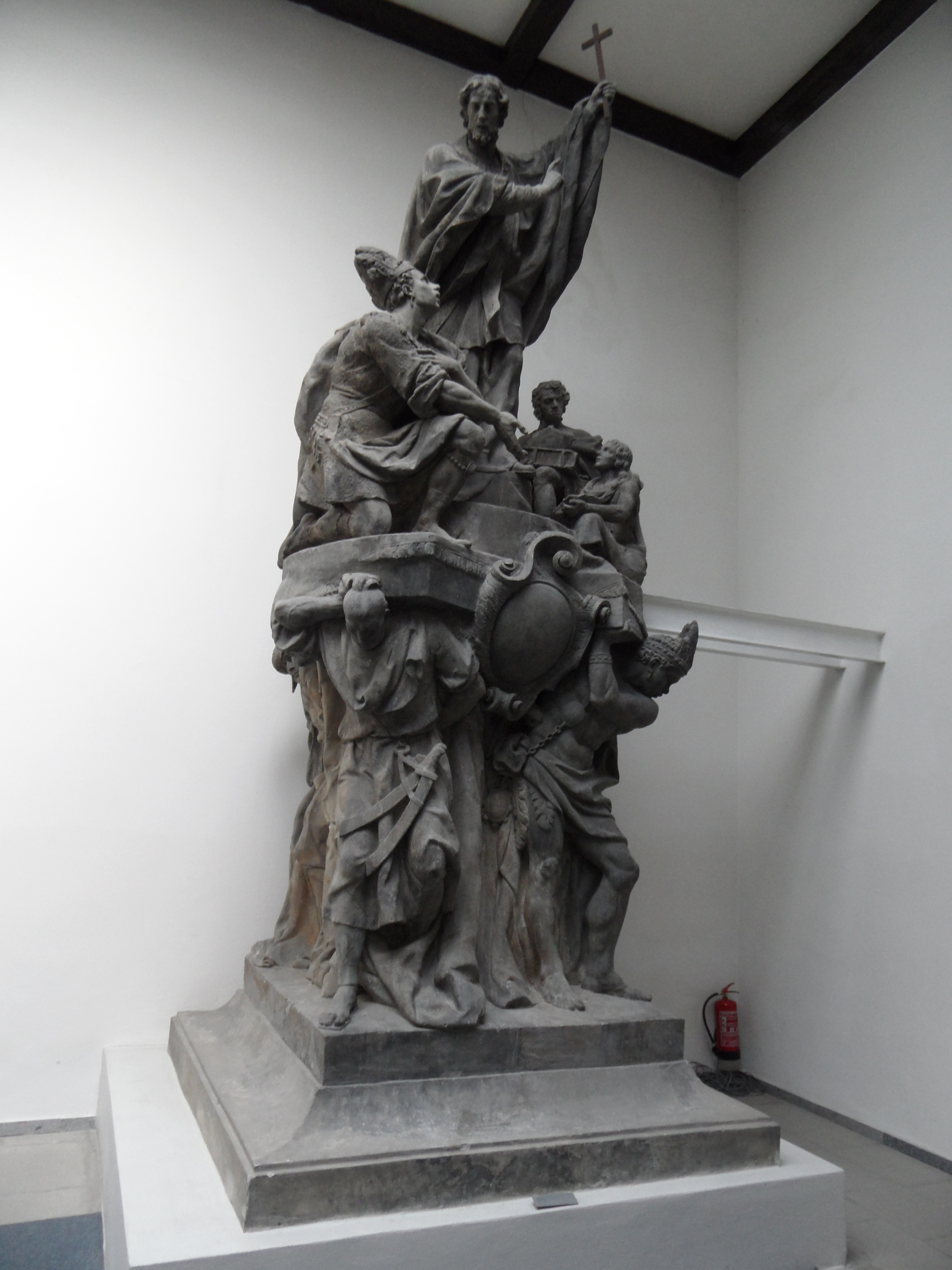
Sv. František Xaverský (originál v Lapidáriu NM)
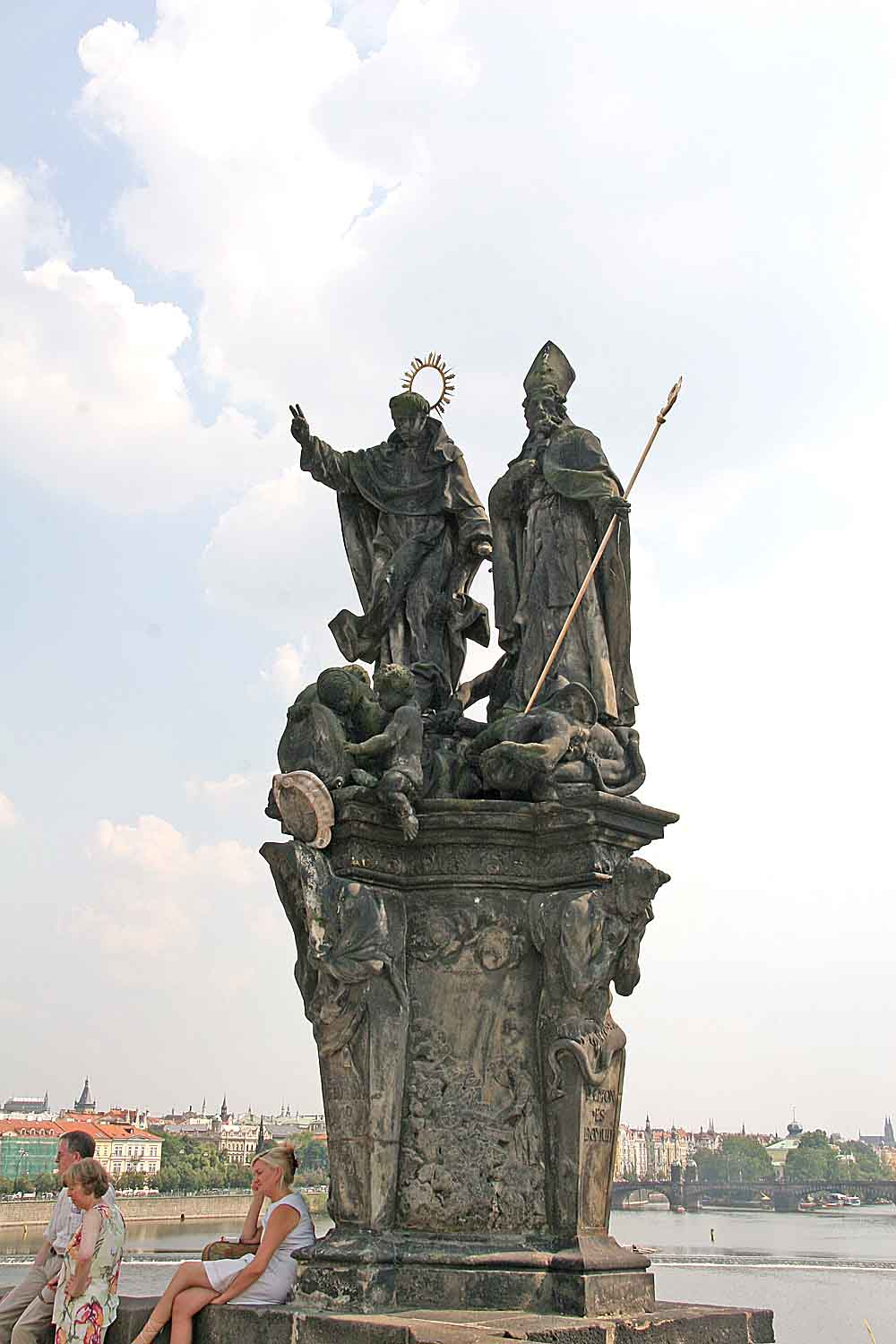
Sv. Vincenc Ferrerský se sv. Prokopem (nyní sejmuto)
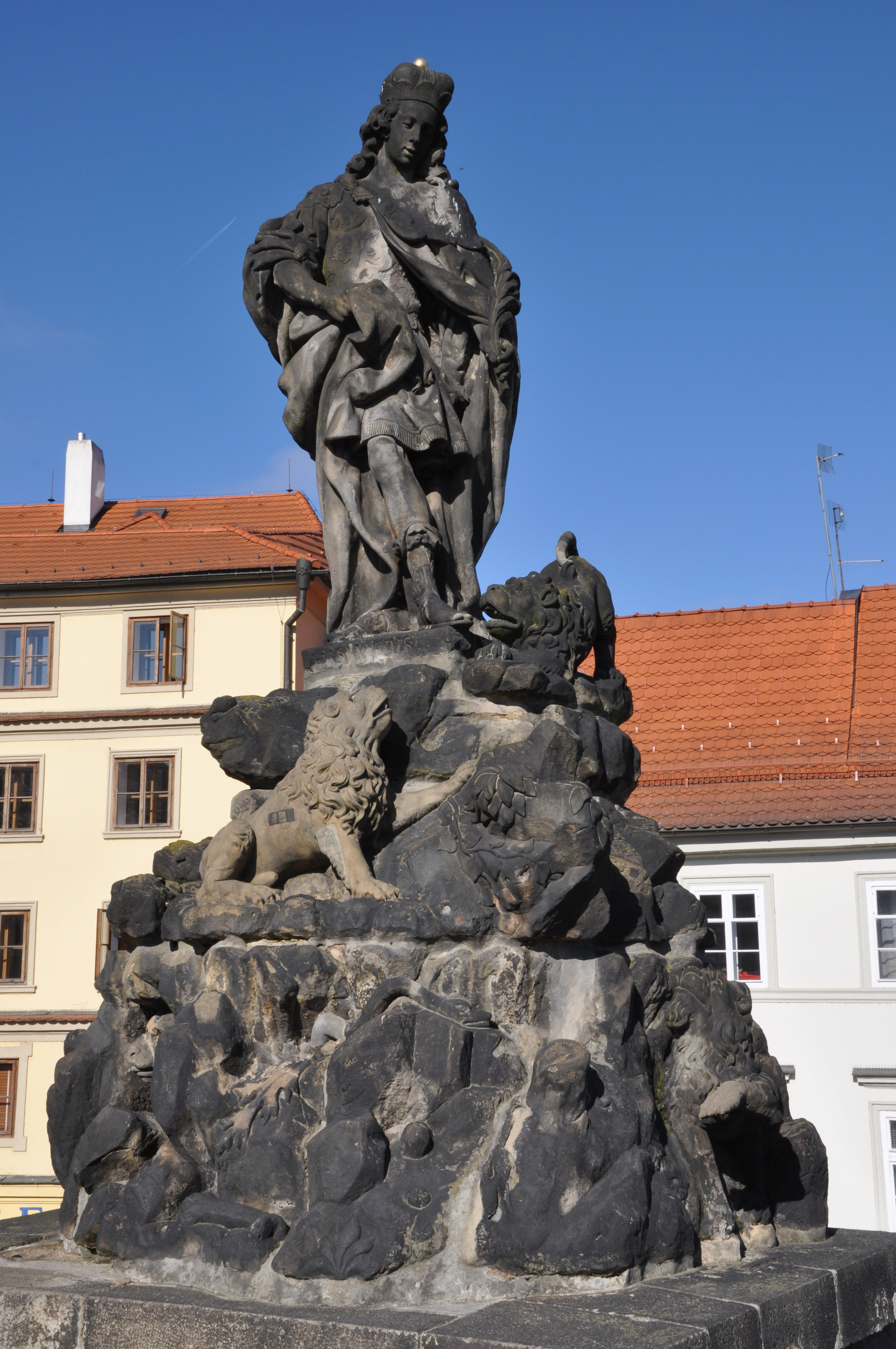
Sv. Vít
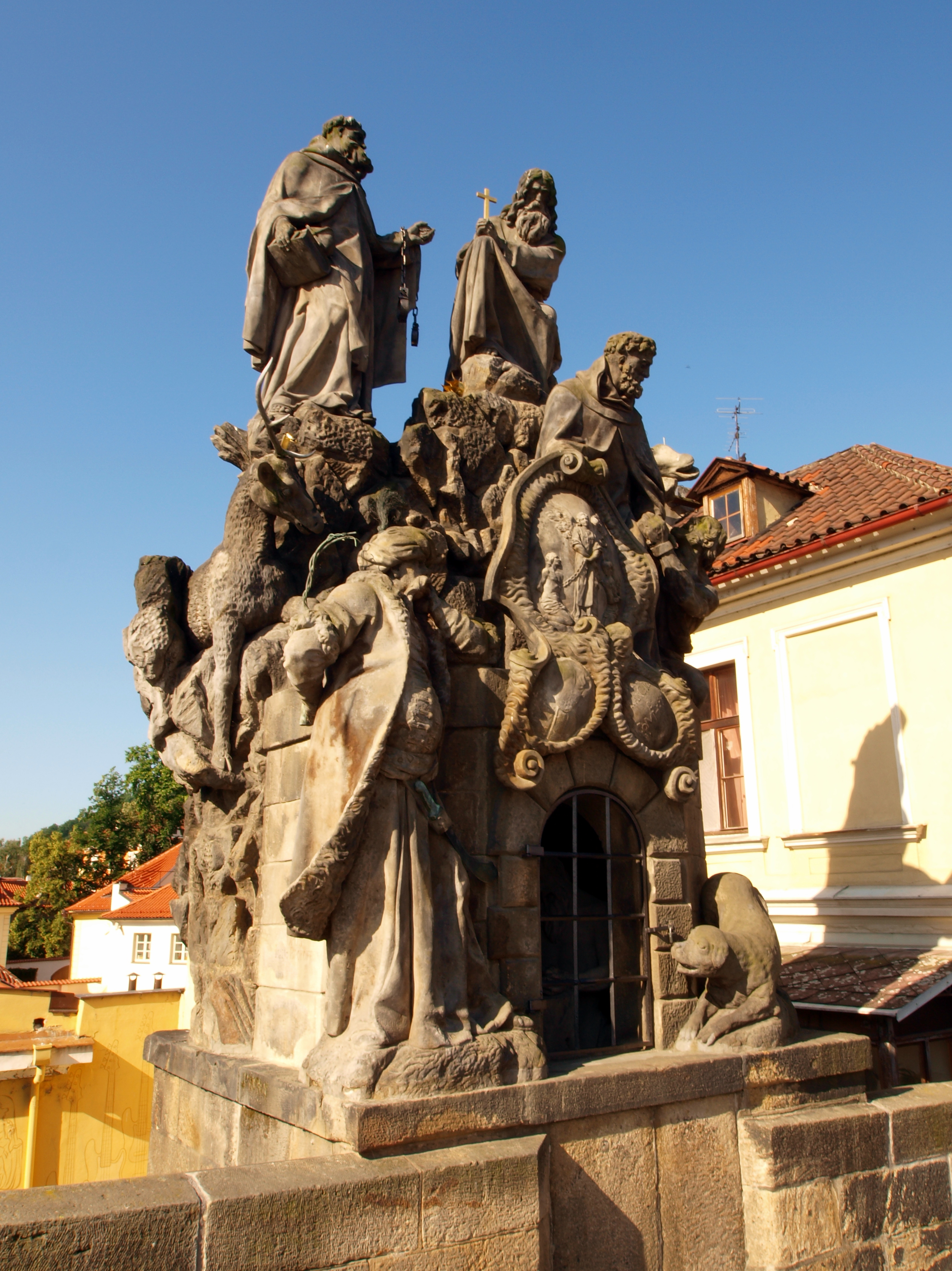
Sv. Jan z Mathy se sv. Felixem z Valois a sv. Ivanem

Další díla
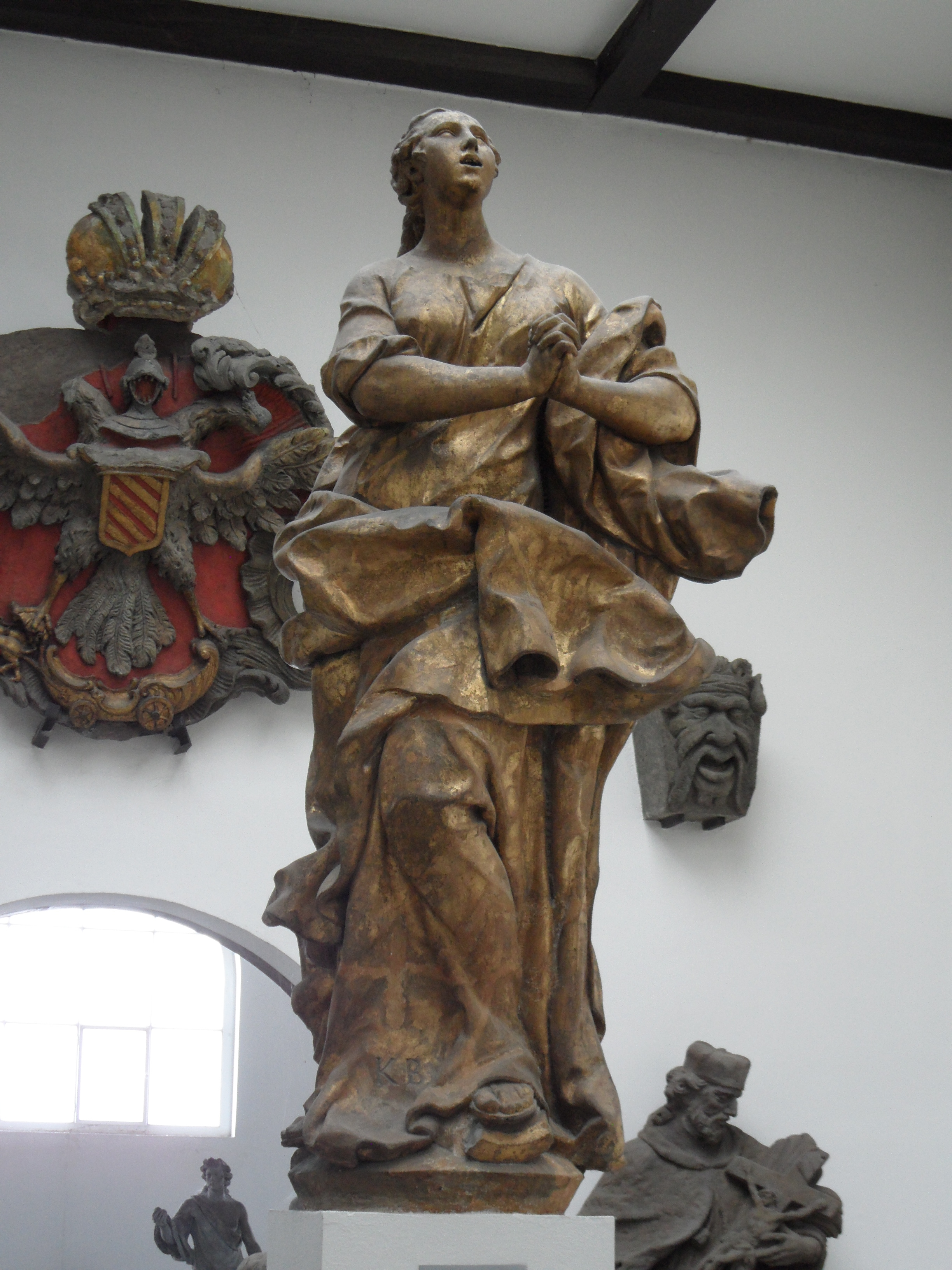
Immaculata z Mariánského sloupu na Hradčanech, Lapidárium NM
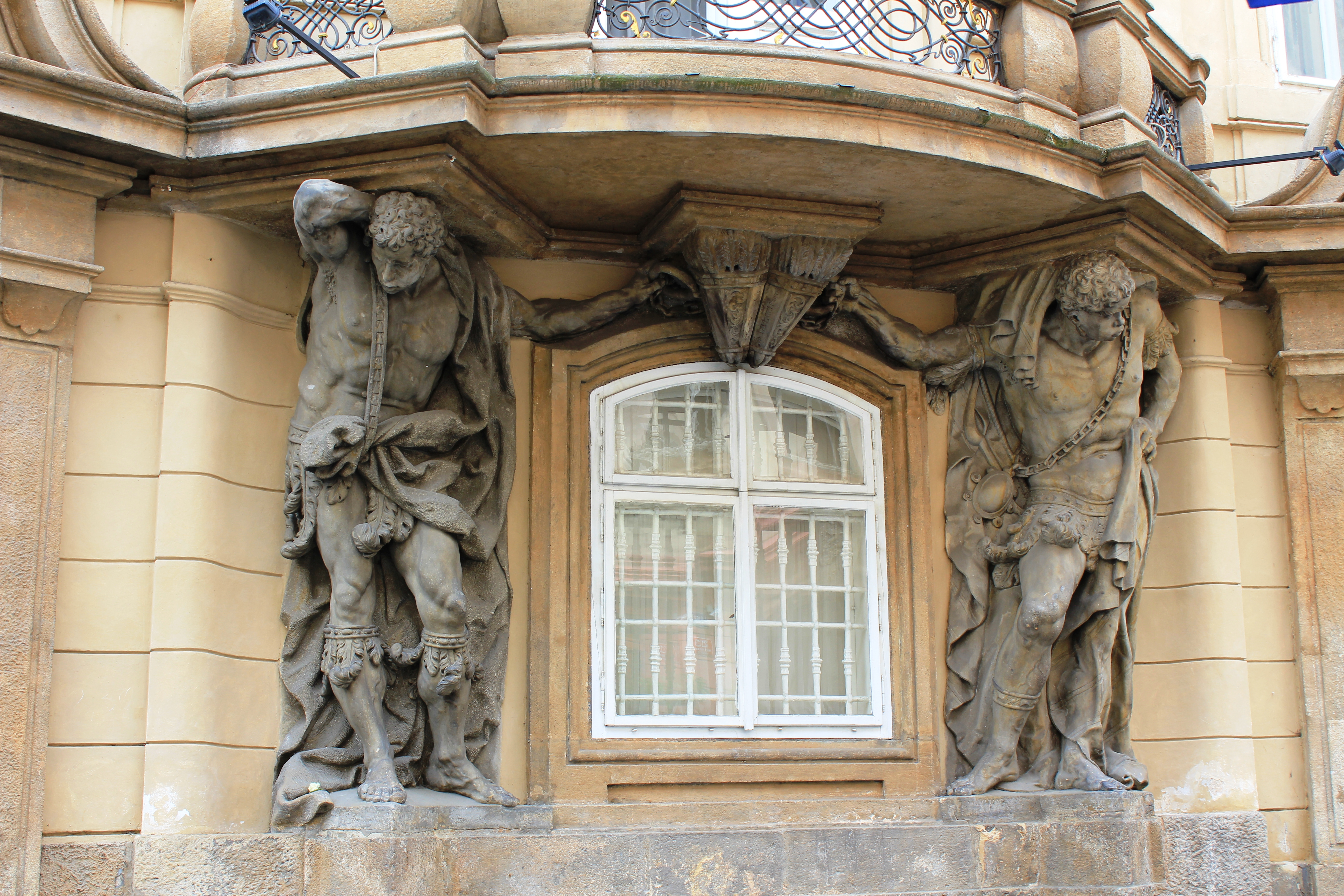
Maurové jako atlanti na Morzinském paláci, Praha
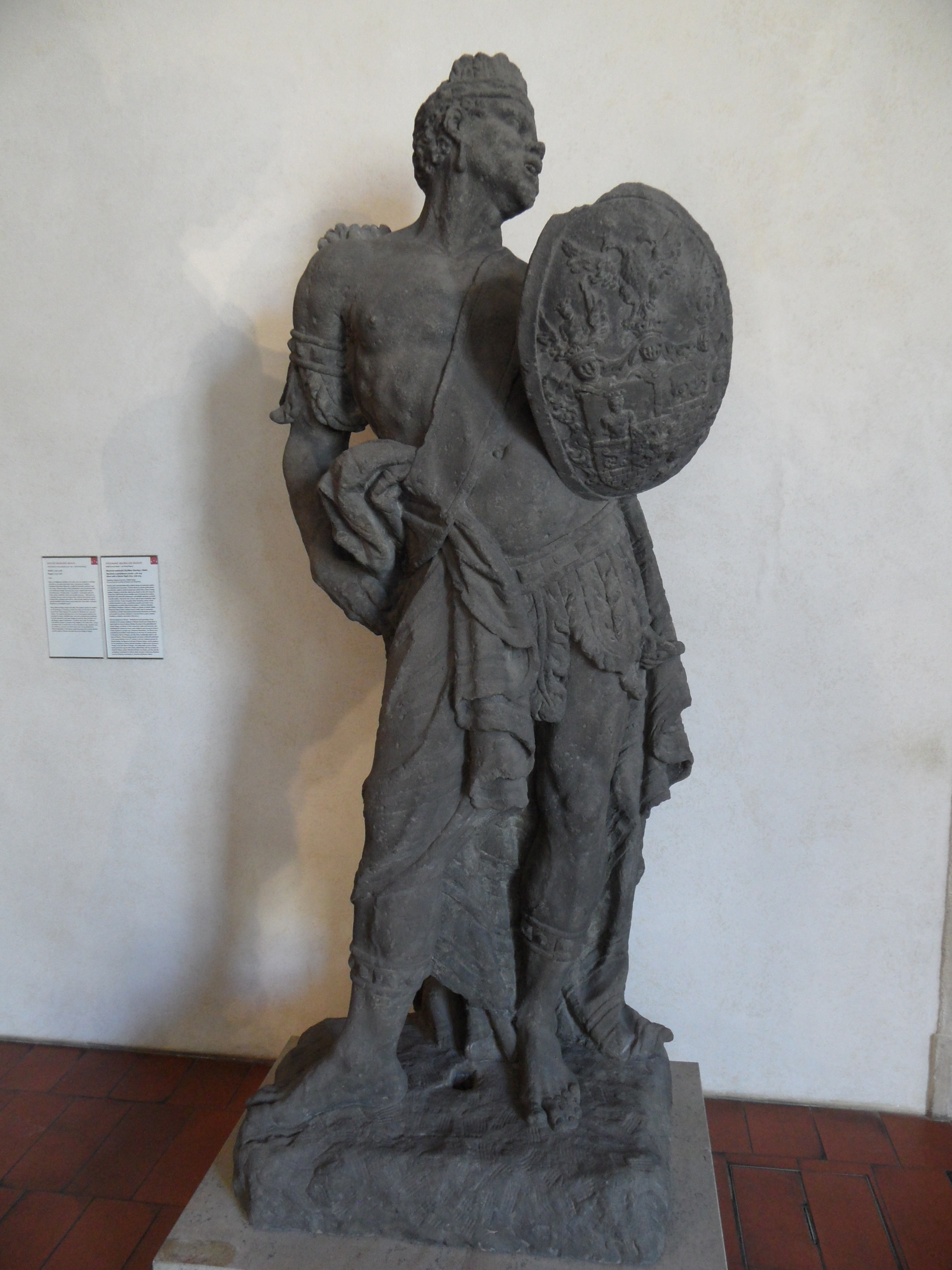
Socha mouřenína z Kounic, Národní galerie
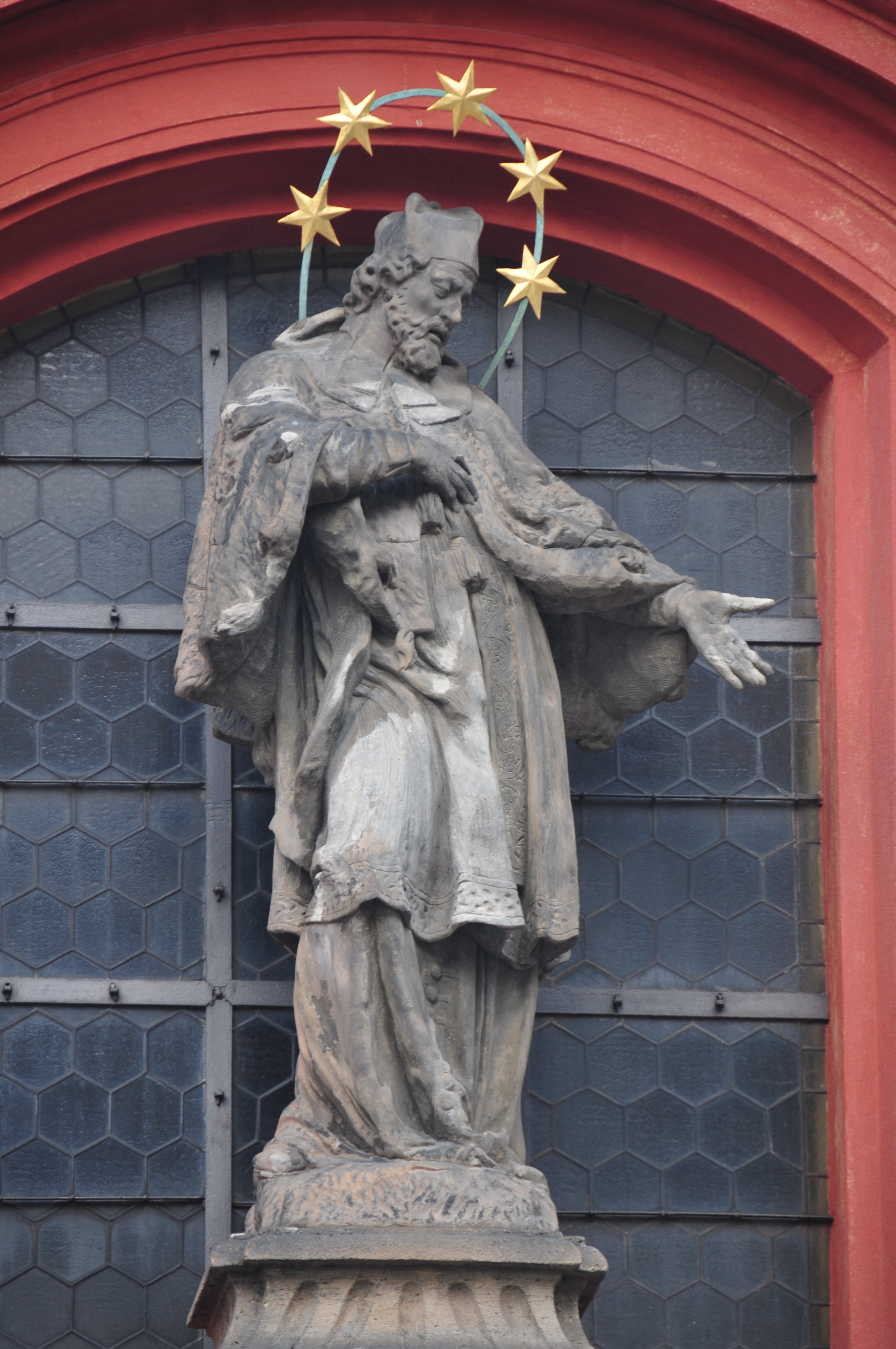
Socha sv. Jana Nepomuckého, bazilika sv. Jiří na Pražském hradě
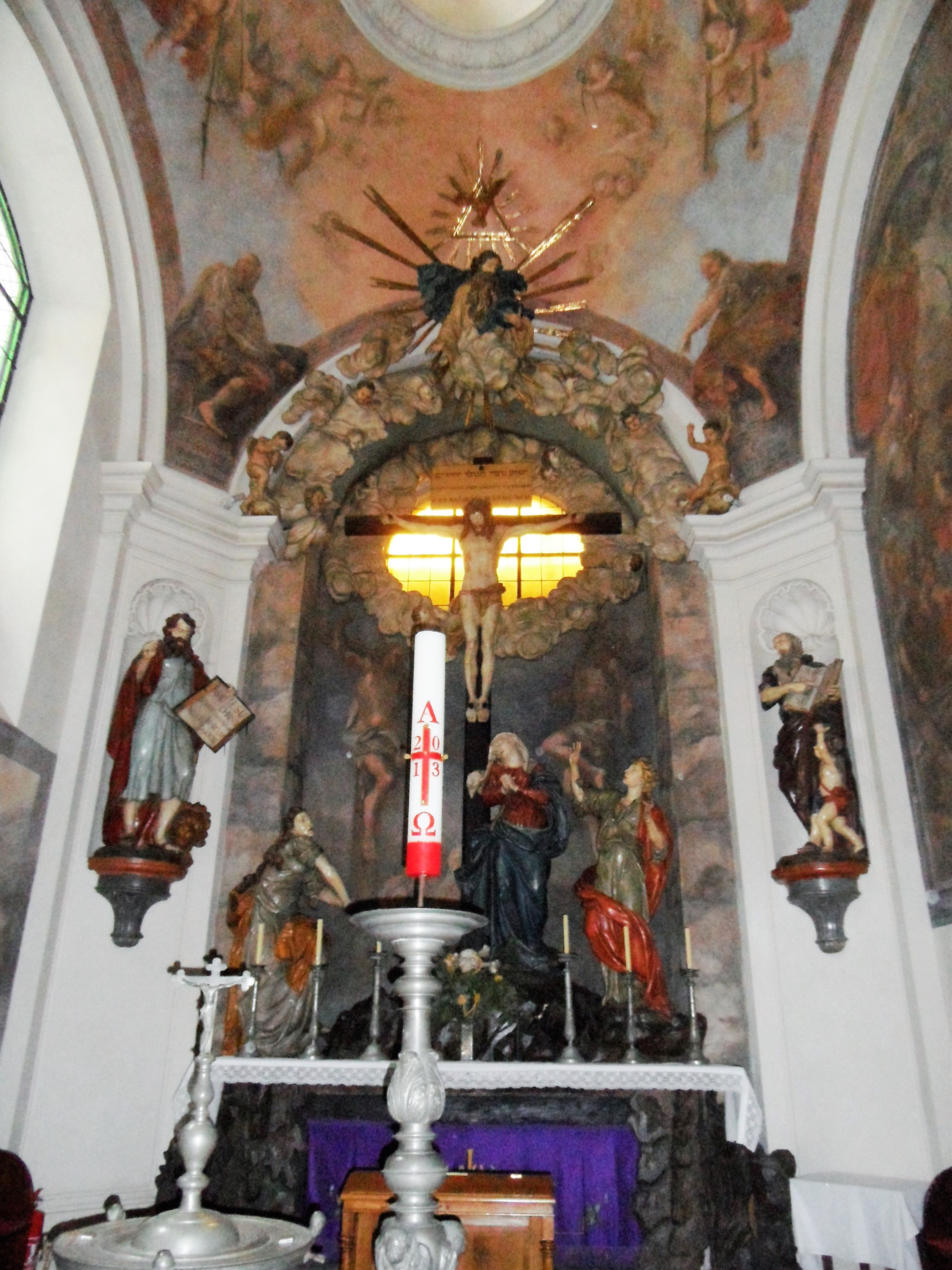
Kaple Kalvárie, kostel sv. Havla, Praha
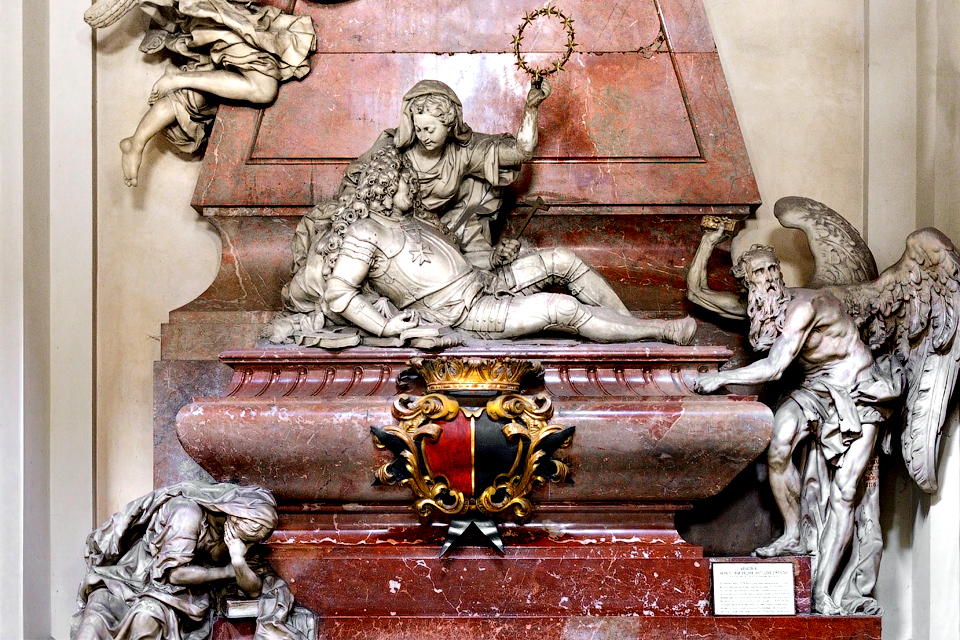
Náhrobek Jana V. Vratislava z Mitrovic, kostel sv. Jakuba Většího, Praha
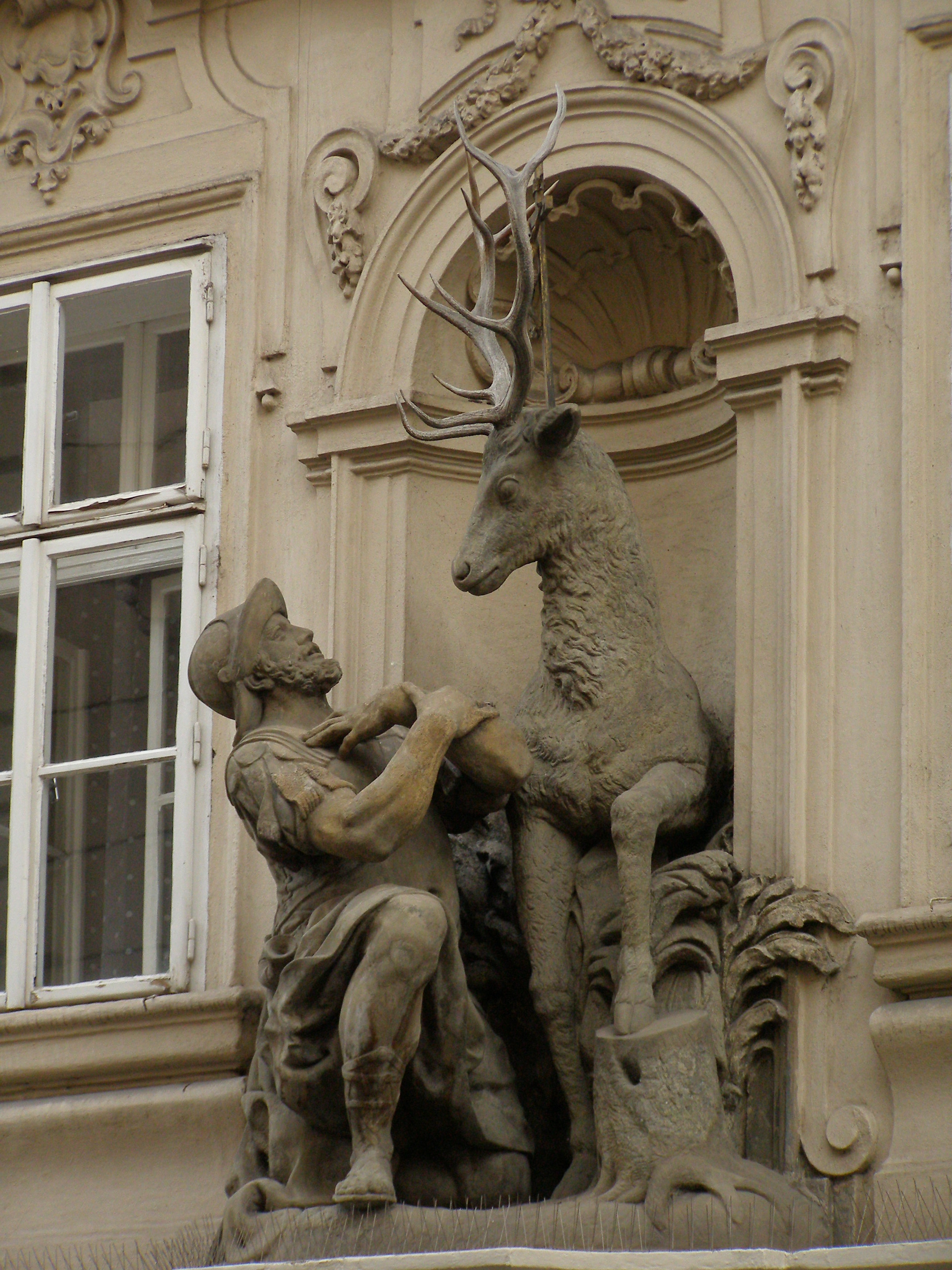
Sousoší sv. Huberta s jelenem, dům U zlatého jelena, Praha
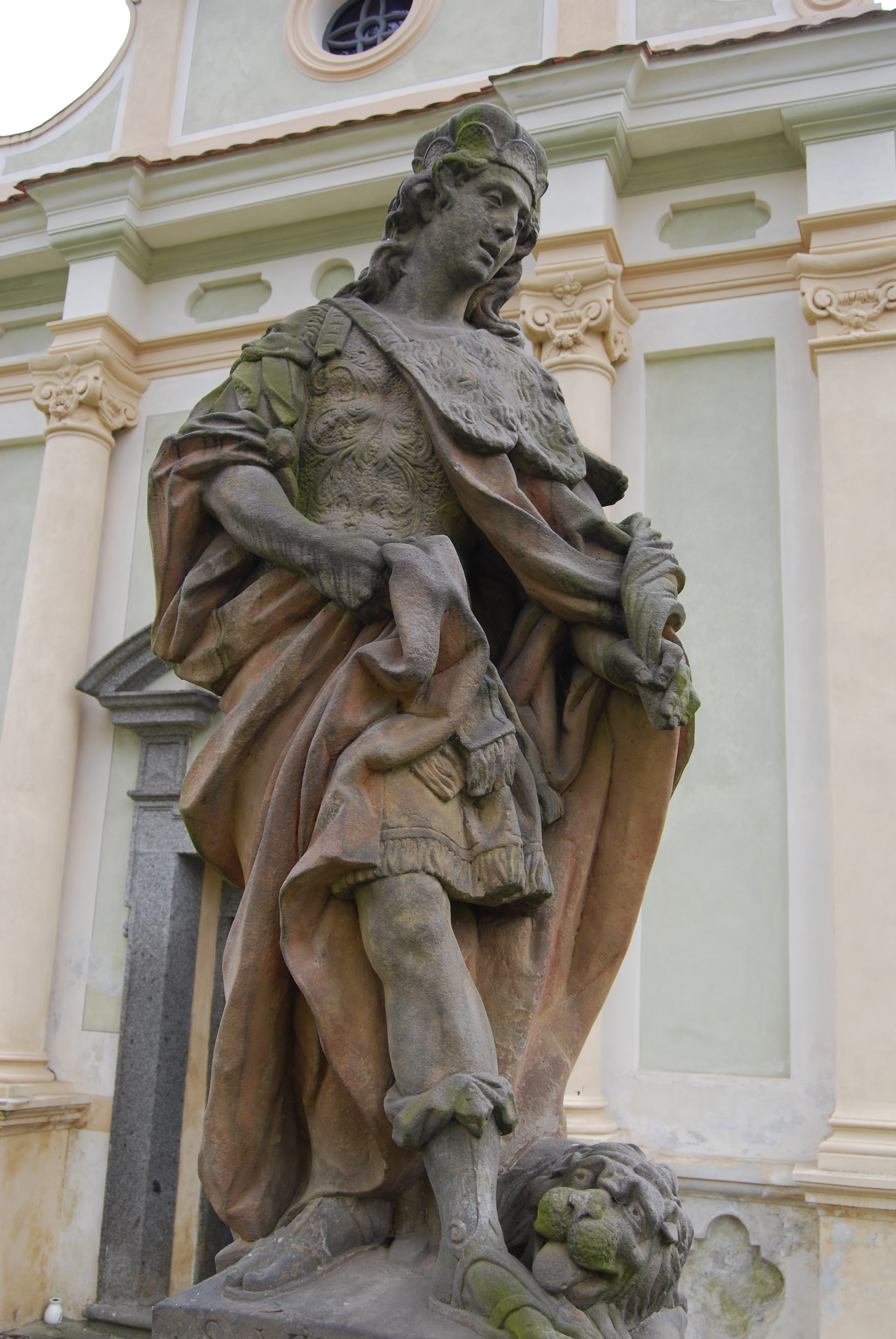
Socha sv. Víta, Radíč
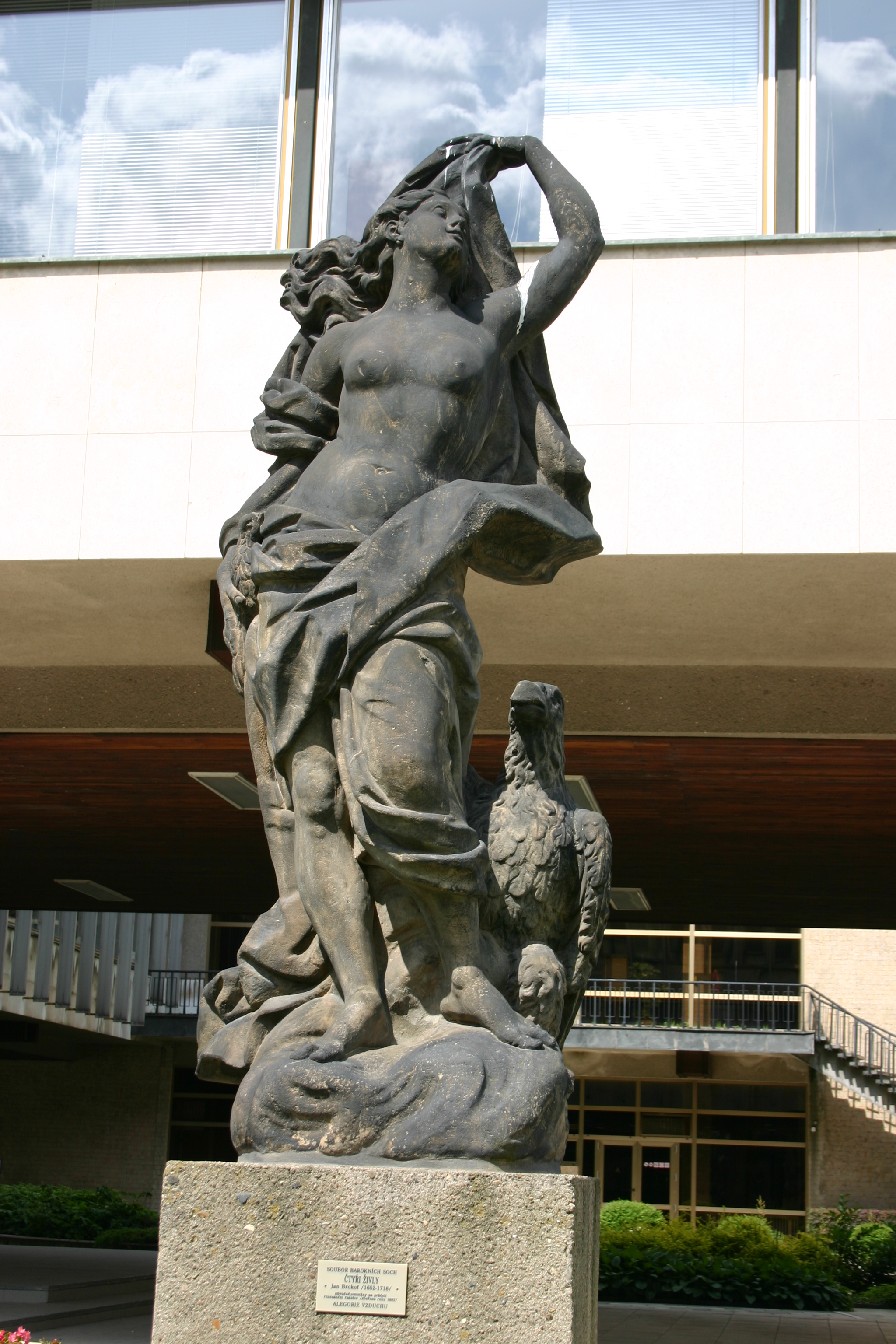
Alegorická socha Vzduchu ze staré radnice, Most
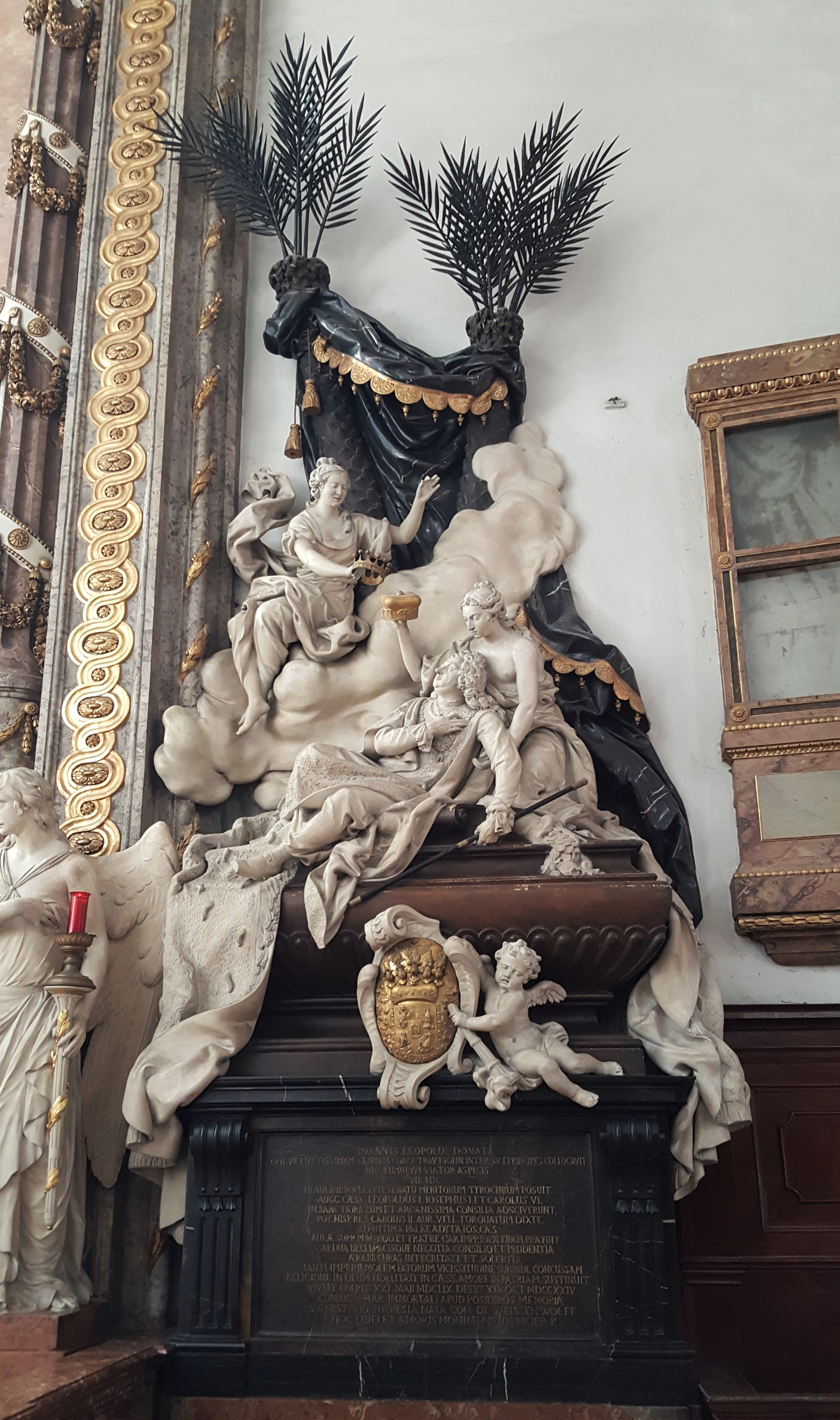
Náhrobek Johanna L. Trautsona, kostel sv. Michala, Vídeň
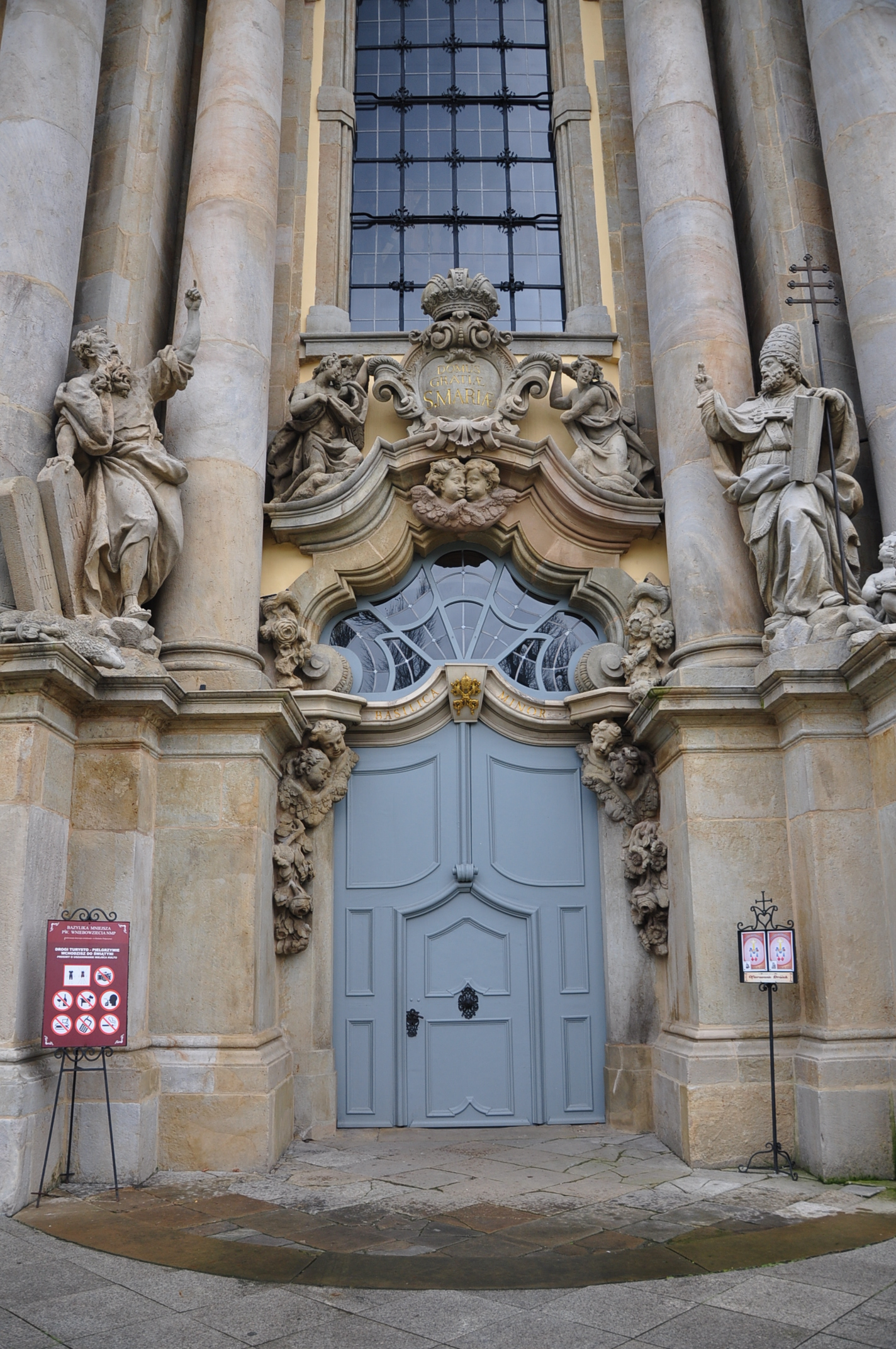
Sochy Mojžíše a Papeže na průčelí baziliky v Křešově